# Germanes Ros
Les Germanes Ros foren un grup de música català fundat el 1965 format per les germanes Maria Carme i Montserrat Ros Quinquer.
Maria Carme i Montserrat Ros Quinquer van néixer el 1946 i 1947, respectivament, a Súria (Bages). Eren filles d'una família humil en què l'art ocupava un lloc preponderant. El pare tocava el contrabaix en una cobla i la mare era una actriu no professional.
El grup posà les veus de la sintonia de Catalunya Ràdio en el moment de la seva fundació i a diferents anuncis de publicitat.

## Discografia

### Àlbums
| • Germanes Ros (1965) |
| --------------------- |
| (Edigsa)              |